# Gladbeck
Gladbeck település Németországban, azon belül Észak-Rajna-Vesztfália tartományban. Lakosainak száma 75 799 fő (2023. december 31.). Gladbeck Dorsten, Gelsenkirchen, Essen és Bottrop községekkel határos.

## Fekvése
Essentől északra a Ruhr-vidék északi részén fekvő település.

## Története
A település ősmagja a Szent Lambert-templom, melyet már 1019-ben említettek az írásos emlékek.
Gladbeck ugrás szerű fejlődését a 19. század utolsó harmadában megindult kőszénbányászatnak köszönheti. városjogot csak 1919-ben kapott.

## Nevezetessége
- Vízikastély (Wasserschloss Wittringen)

## Itt születtek, itt éltek
- Hans Wiltberger (1887-1970), zeneszerző
- Benno Gellenbeck (1910-1974), filmszínész
- Hermann Nattkämper (1911-2005), focista
- Willy Kaiser (1912-1986), olimpiai bajnok ökölvívó
- Heinrich Rodeck (* 1920), gyermekorvos, egyetemi tanár és kutató
- Harald Deilmann (1920-2008), építész
- Walter Hoeres (1928-2016), német filozófus
- Achim Wessing (* 1933), szemész, egyetemi tanár és kutató
- Herbert Anton (* 1936), irodalomtörténész, egyetemi docens
- Pierre Semmler (1943-2011), német-francia színész
- Paul Derks (* 1944), német tudós, egyetemi tanár
- Werner Müller (* 1946), történész
- Rudolf Kowalski (született 1948-ban), színész
- Armin Rohde (született 1955), színész
- Ludger Tewes (* 1955), német nyelvész és történész
- Michael Kraus (* 1955), úszó
- Henning Schliephake (* 1960), sebész, egyetemi adjunktus
- Ralf Ludwig (* 1961), az Institute of Chemistry ügyvezető igazgatója, az University of Rostock, fizikai kémia professzora, Juso Nemzeti elnöke 1991-1993
- Frank Bajohr (* 1961), történész
- Bjarne Goldbæk (* 1968), egykori dán labdarúgó, aki Gladbeckban él
- Katharina Schwabedissen (* 1972), Gladbeckben nőtt fel

## Galéria

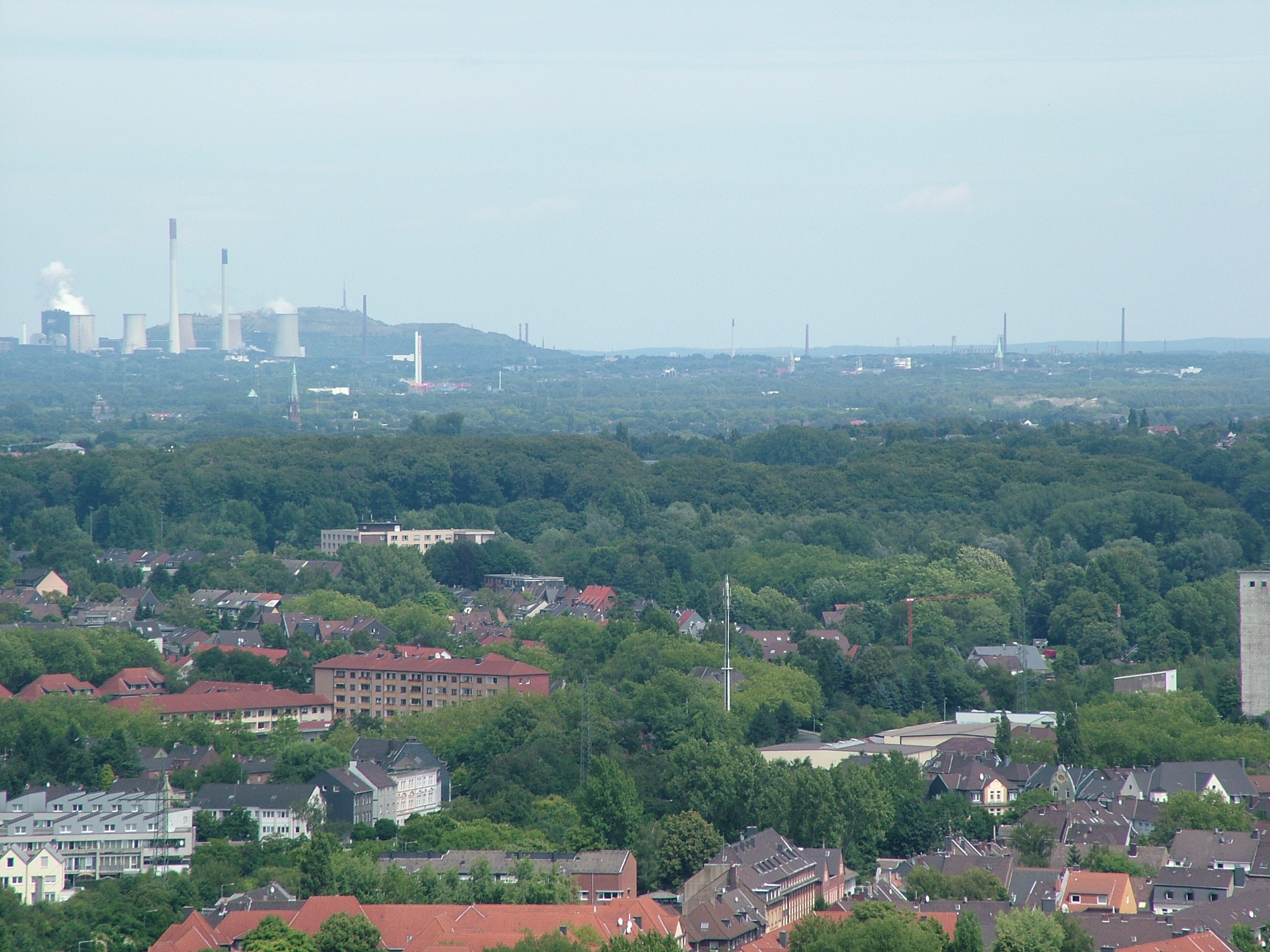
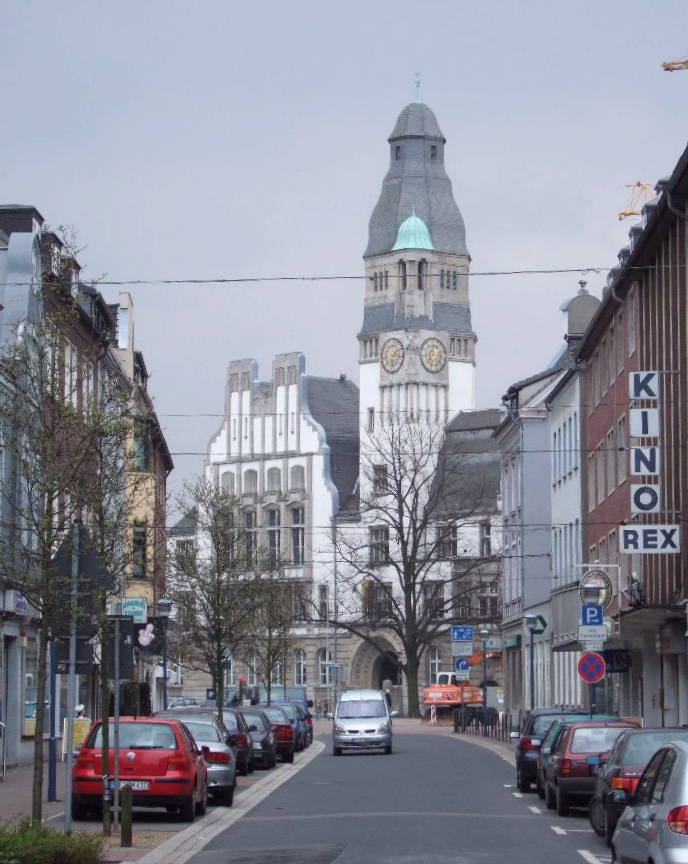
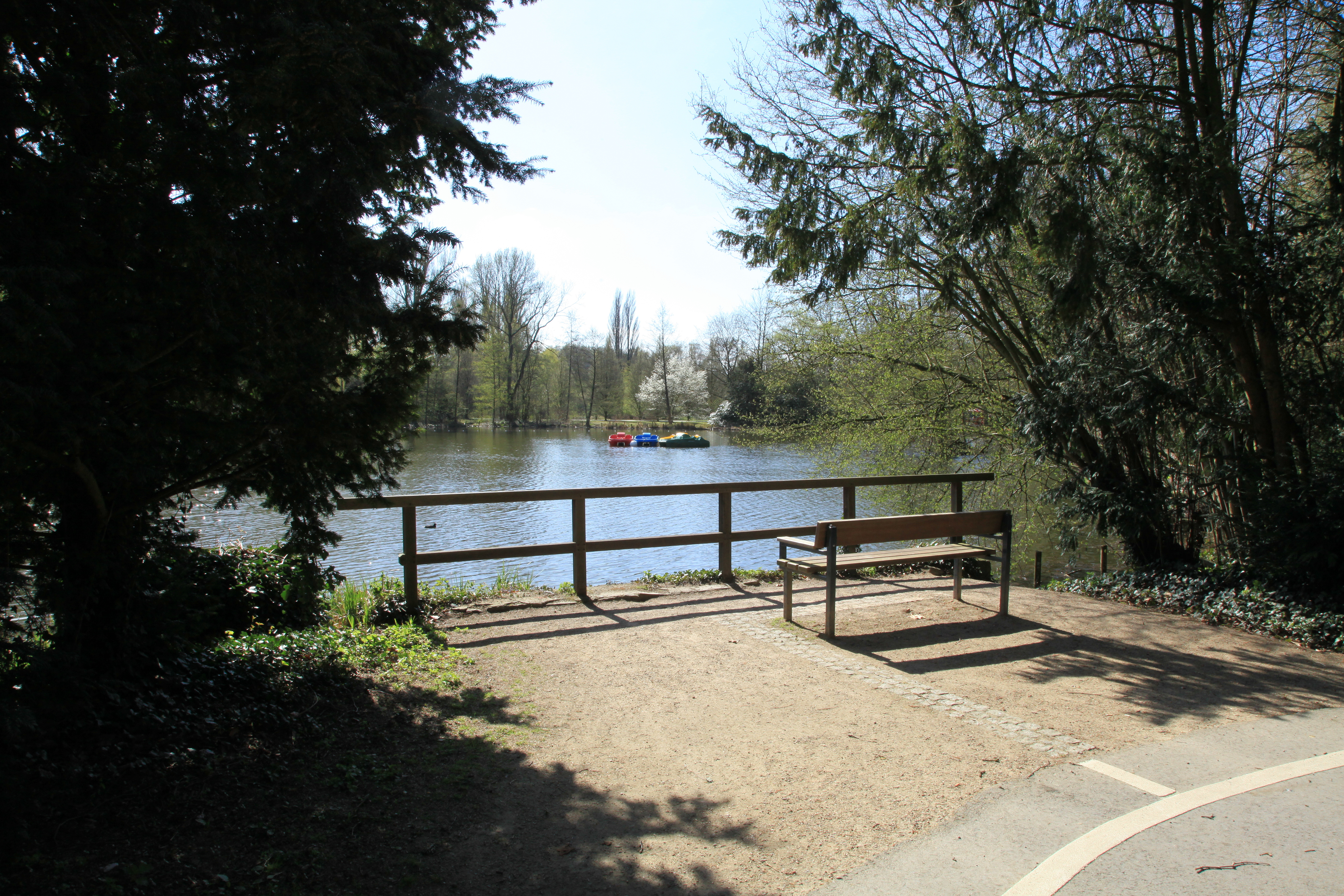
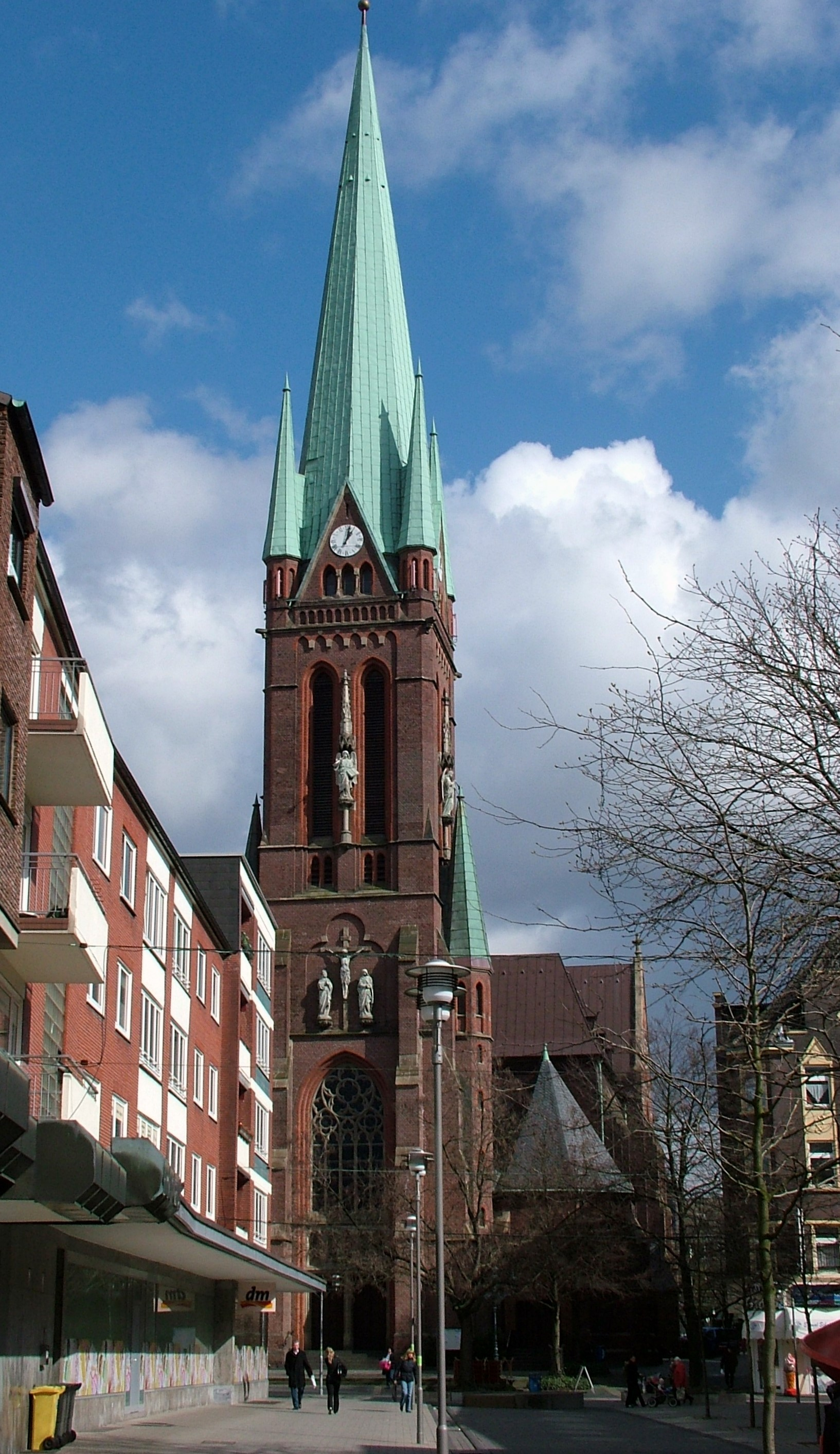
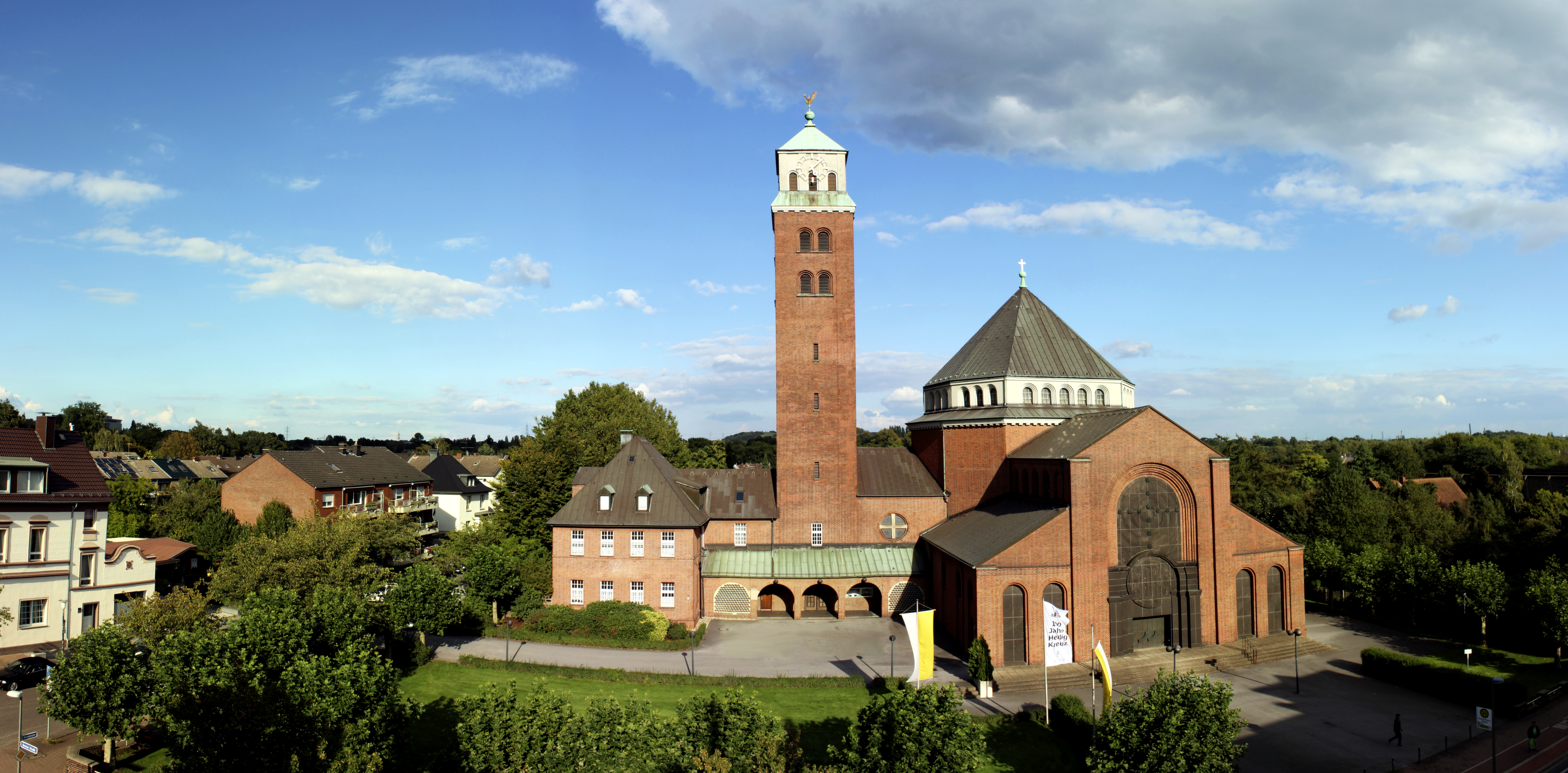
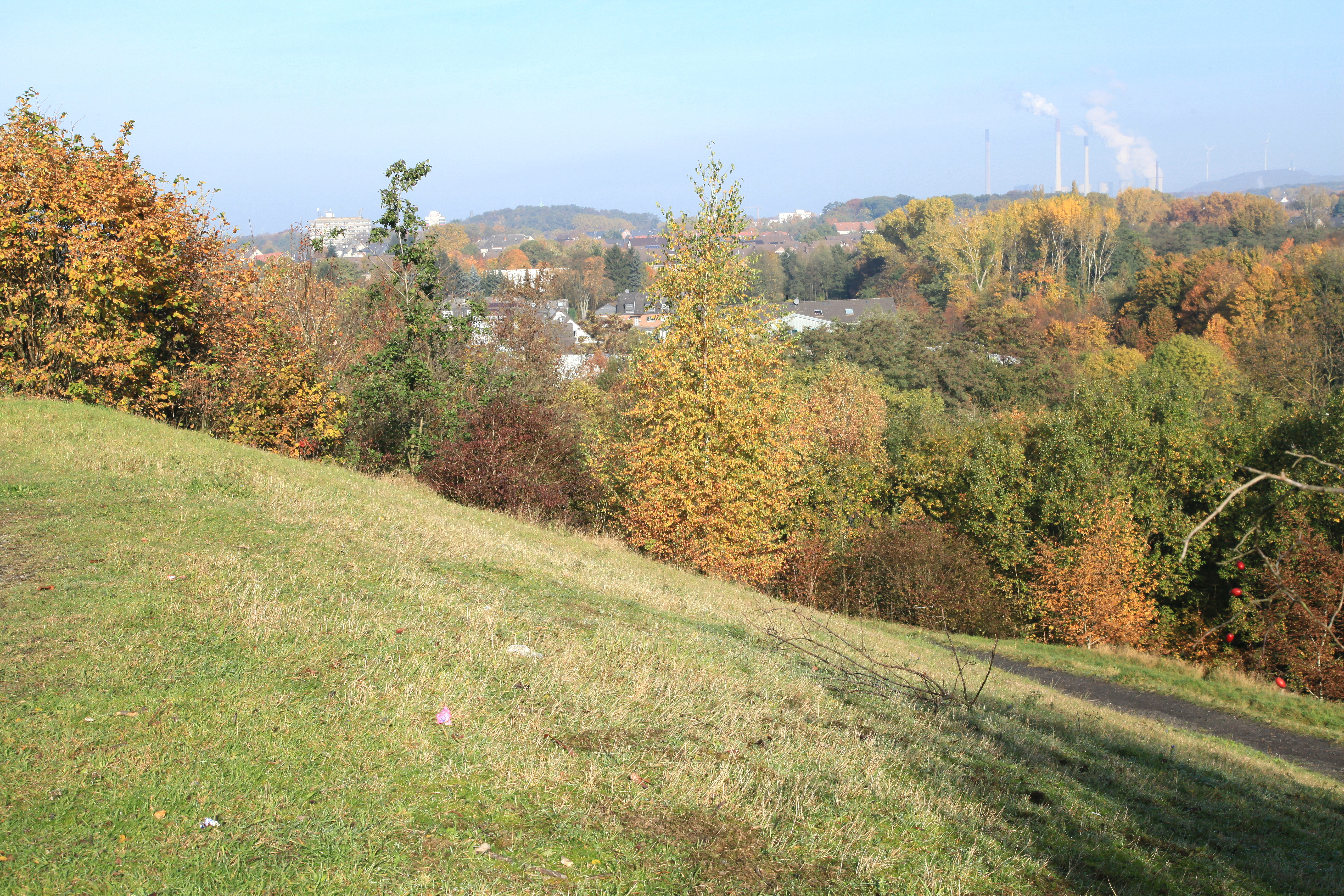